# Persone di nome Raymond
| Questa pagina contiene informazioni ricavate automaticamente dalle voci biografiche con l'ausilio del template Bio e di un bot. L'aggiornamento è periodico e automatico e ricostruisce completamente la pagina. Se manca una persona in questa lista, sei pregato di non aggiungerla, ma accertati piuttosto che la sua voce biografica contenga il template Bio e che i dati anagrafici siano correttamente compilati. Se il template Bio manca, inseriscilo tu stesso o, in alternativa, metti l'avviso {{tmp\|Bio}} che ne segnala la mancanza. Se i dati riportati sono sbagliati, correggi direttamente la voce biografica; le modifiche saranno visibili in questa lista entro pochi giorni. Per chiarimenti vedi il progetto antroponimi. La lista contiene solo le 402 persone che sono citate nell'enciclopedia e per le quali è stato implementato correttamente il template Bio. Pagina aggiornata al 6 ago 2025. |

Questa è una lista di persone presenti nell'enciclopedia che hanno il nome Raymond, suddivise per attività principale.

## Allenatori di calcio(15)
- Raymond Abad, allenatore di calcio e calciatore francese (Marrakech, n. 1930 - † 2018)
- Raymond Atteveld, allenatore di calcio, dirigente sportivo e ex calciatore olandese (Amsterdam, n. 1966)
- Ray Baartz, allenatore di calcio e ex calciatore australiano (Newcastle, n. 1947)
- Raymond Cicci, allenatore di calcio e calciatore francese (Audun-le-Tiche, n. 1929 - Agde, † 2012)
- Raymond Fiori, allenatore di calcio e calciatore francese (Montbéliard, n. 1931 - Pouzauges, † 1994)
- Raymond Goethals, allenatore di calcio e calciatore belga (Forest, n. 1921 - Forest, † 2004)
- Raymond Keruzoré, allenatore di calcio e ex calciatore francese (Châteauneuf-du-Faou, n. 1949)
- Raymond King, allenatore di calcio e calciatore inglese (Radcliffe, n. 1924 - Bangkok, † 2014)
- Ray Lewington, allenatore di calcio e ex calciatore inglese (Londra, n. 1956)
- Raymond Libregts, allenatore di calcio e ex calciatore olandese (Rotterdam, n. 1964)
- Raymond Mommens, allenatore di calcio e ex calciatore belga (Lebbeke, n. 1958)
- Ray Richards, allenatore di calcio e ex calciatore australiano (Croydon, n. 1946)
- Ray Stewart, allenatore di calcio e ex calciatore scozzese (Stanley, n. 1959)
- Ray Walker, allenatore di calcio e ex calciatore inglese (North Shields, n. 1963)
- Ray Wood, allenatore di calcio e calciatore inglese (Hebburn, n. 1931 - Bexhill-on-Sea, † 2002)

## Allenatori di football americano(1)
- Ray Flaherty, allenatore di football americano e giocatore di football americano statunitense (Spokane, n. 1903 - Coeur d'Alene, † 1994)

## Allenatori di pallacanestro(1)
- Ray Meyer, allenatore di pallacanestro statunitense (Chicago, n. 1913 - Wheeling, † 2006)

## Altisti(2)
- Ray Ewry, altista, lunghista e triplista statunitense (Lafayette, n. 1873 - New York, † 1937)
- Raymond Richards, altista giamaicano (n. 2001)

## Ammiragli(4)
- Raymond Bass, ammiraglio e ginnasta statunitense (Chambersville, n. 1910 - Los Angeles, † 1997)
- Raymond Louis de Crevant d'Humières, marchese di Preuilly, ammiraglio francese (Compiègne, n. 1628 - Parigi, † 1688)
- Raymond Fénard, ammiraglio francese (Sens, n. 1887 - Berna, † 1957)
- Raymond Spruance, ammiraglio statunitense (Baltimora, n. 1886 - Pebble Beach, † 1969)

## Antropologi(1)
- Raymond Dart, antropologo, paleontologo e anatomista australiano (Brisbane, n. 1893 - Johannesburg, † 1988)

## Aracnologi(1)
- Raymond Robert Forster, aracnologo e entomologo neozelandese (Hastings, n. 1922 - Dunedin, † 2000)

## Architetti(3)
- Raymond Erith, architetto britannico (Londra, n. 1904 - † 1973)
- Raymond Lopez, architetto e urbanista francese (Montrouge, n. 1904 - Parigi, † 1966)
- Raymond Unwin, architetto e urbanista britannico (Rotherham, n. 1863 - Lyme, † 1940)

## Arcivescovi cattolici(1)
- Raymond Gerhardt Hunthausen, arcivescovo cattolico statunitense (Anaconda, n. 1921 - Helena, † 2018)

## Artisti(2)
- Raymond Hains, artista e fotografo francese (Saint-Brieuc, n. 1926 - Parigi, † 2005)
- Raymond Pettibon, artista statunitense (Tucson, n. 1957)

## Astronomi(1)
- Raymond Smith Dugan, astronomo statunitense (n. 1878 - † 1940)

## Attivisti(1)
- Raymond Benhaim, attivista marocchino (Meknès, n. 1943)

## Attori(33)
- Raymond Ablack, attore canadese (Toronto, n. 1989)
- Raymond Bailey, attore statunitense (San Francisco, n. 1904 - Irvine, † 1980)
- Raymond J. Barry, attore statunitense (Hempstead, n. 1939)
- Ray Bolger, attore statunitense (Boston, n. 1904 - Los Angeles, † 1987)
- Raymond Burr, attore canadese (New Westminster, n. 1917 - Sonoma, † 1993)
- Raymond Bussières, attore, scrittore e produttore cinematografico francese (Ivry-la-Bataille, n. 1907 - Parigi, † 1982)
- Raymond Cannon, attore, sceneggiatore e regista statunitense (n. 1892 - Hollywood, † 1977)
- Raymond Cruz, attore statunitense (Los Angeles, n. 1961)
- Raymond Dandy, attore, regista e produttore cinematografico francese (Gorée, n. 1887 - Parigi, † 1953)
- Raymond Greenleaf, attore statunitense (Gloucester, n. 1892 - Woodland Hills, † 1963)
- Raymond Griffith, attore, produttore cinematografico e sceneggiatore statunitense (Boston, n. 1895 - Los Angeles, † 1957)
- Raymond Hackett, attore statunitense (New York, n. 1902 - Los Angeles, † 1958)
- Raymond Hatton, attore statunitense (Red Oak, n. 1887 - Palmdale, † 1971)
- Raymond Hitchcock, attore statunitense (Auburn, n. 1865 - Beverly Hills, † 1929)
- Bruce Hopkins, attore neozelandese (Invercargill, n. 1955)
- Raymond Lee, attore statunitense (New York, n. 1987)
- Forrest Lewis, attore statunitense (Knightstown, n. 1899 - † 1977)
- Raymond Li, attore taiwanese (Taiwan)
- Ray Liotta, attore statunitense (Newark, n. 1954 - Santo Domingo, † 2022)
- Ray Lovelock, attore e cantante italiano (Roma, n. 1950 - Trevi, † 2017)
- Raymond Massey, attore canadese (Toronto, n. 1896 - Los Angeles, † 1983)
- Raymond McKee, attore, musicista e paroliere statunitense (Keokuk, n. 1892 - Long Beach, † 1984)
- Ray McKinnon, attore, sceneggiatore e regista statunitense (Adel, n. 1957)
- Raymond Ochoa, attore statunitense (San Diego, n. 2001)
- Raymond Pellegrin, attore francese (Nizza, n. 1925 - Garons, † 2007)
- Gene Raymond, attore statunitense (New York, n. 1908 - Los Angeles, † 1998)
- Raymond Rognoni, attore francese (Parigi, n. 1892 - Parigi, † 1965)
- Ray Romano, attore e comico statunitense (New York, n. 1957)
- Raymond Severn, attore statunitense (Johannesburg, n. 1930 - Granada Hills, † 1994)
- Raymond St. Jacques, attore statunitense (Hartford, n. 1930 - Los Angeles, † 1990)
- Raymond Walburn, attore statunitense (Plymouth, n. 1887 - New York, † 1969)
- Ray Winstone, attore britannico (Londra, n. 1957)
- Ray Wise, attore statunitense (Akron, n. 1947)

## Attori pornografici(1)
- Ray Dragon, attore pornografico, stilista e fotografo statunitense (Detroit, n. 1962)

## Aviatori(2)
- Raymond Brownell, aviatore australiano (New Town, n. 1894 - Subiaco, † 1974)
- Raymond Collishaw, aviatore canadese (Nanaimo, n. 1893 - West Vancouver, † 1976)

## Avvocati(2)
- Raymond Forni, avvocato e politico francese (Belfort, n. 1941 - Parigi, † 2008)
- Raymond de Sèze, avvocato francese (Bordeaux, n. 1750 - Parigi, † 1828)

## Bassisti(2)
- Berry Oakley, bassista e cantante statunitense (Chicago, n. 1948 - Macon, † 1972)
- Ray Shulman, bassista, produttore discografico e compositore britannico (Portsmouth, n. 1949 - Londra, † 2023)

## Batteristi(1)
- Raymond Herrera, batterista statunitense (Los Angeles, n. 1972)

## Bizantinisti(1)
- Raymond Janin, bizantinista francese (Bogève, n. 1882 - Parigi, † 1972)

## Calciatori(49)
- Raymond Ausloos, calciatore belga (Bruges, n. 1928 - † 2012)
- Raymond Baratto, calciatore francese (Amnéville, n. 1934 - Richemont, † 2022)
- Raymond Baten, ex calciatore olandese (Delft, n. 1989)
- Raymond Beckman, calciatore statunitense (St. Louis, n. 1925 - Ellisville, † 2011)
- Raymond Bellot, calciatore francese (Alfortville, n. 1929 - Nantes, † 2019)
- Raymond Chetram, calciatore americo-verginiano (n. 1992)
- Ray Clemence, calciatore e allenatore di calcio inglese (Skegness, n. 1948 - Desborough, † 2020)
- Raymond Cosby, calciatore maltese (n. 1931 - † 2013)
- Raymond Domenech, ex calciatore e allenatore di calcio francese (Lione, n. 1952)
- Raymond Dubly, calciatore francese (Roubaix, n. 1893 - Tolosa, † 1988)
- Raymond Durand, calciatore francese (Marsiglia, n. 1908 - Marsiglia, † 1989)
- Ray Ellison, ex calciatore inglese (Newcastle-upon-Tyne, n. 1950)
- Raymond François, calciatore francese (Aniche, n. 1909 - Montceau-les-Mines, † 1984)
- Raymond Frémont, calciatore francese (Croixdalle, n. 1890 - † 1960)
- Raymond Gauci, ex calciatore maltese (n. 1951)
- Raymond Gigot, calciatore francese (Perpignano, n. 1885 - Neuville-Saint-Vaast, † 1915)
- Raymond Gouin, calciatore francese (n. 1888 - † 1954)
- Raymond Gunemba, calciatore papuano (Lae, n. 1989)
- Ray Harford, calciatore e allenatore di calcio inglese (Halifax, n. 1945 - Millwall, † 2003)
- Ray Hornberger, calciatore statunitense (Filadelfia, n. 1898 - Filadelfia, † 1976)
- Ray Houghton, ex calciatore irlandese (Glasgow, n. 1962)
- Raymond Jouve, calciatore francese (Cette, n. 1886)
- Raymond Kaelbel, calciatore e allenatore di calcio francese (Colmar, n. 1932 - Strasburgo, † 2007)
- Raymond Kalla, ex calciatore camerunese (Douala, n. 1975)
- Ray Kennedy, calciatore e allenatore di calcio britannico (Seaton Delaval, n. 1951 - New Hartley, † 2021)
- Raymond Kopa, calciatore francese (Nœux-les-Mines, n. 1931 - Angers, † 2017)
- Raymond Kvisvik, calciatore norvegese (Sarpsborg, n. 1974)
- Raymond Lawler, calciatore statunitense (Missouri, n. 1888 - Massachusetts, † 1946)
- Ray Martin, ex calciatore inglese (Coseley, n. 1945)
- Raymond Braine, calciatore belga (Anversa, n. 1907 - Anversa, † 1978)
- Ray Mielczarek, calciatore gallese (Caernarfon, n. 1946 - Rhosddu, † 2013)
- Raymond Mifsud, ex calciatore maltese (n. 1958)
- Ray Minshull, calciatore inglese (n. 1920 - Southport, † 2005)
- Raymond Morand, calciatore svizzero (n. 1931 - † 2014)
- Raymond Owusu, calciatore ghanese (n. 2002)
- Ray Parlour, ex calciatore inglese (Romford, n. 1973)
- Ray Parry, calciatore inglese (Derby, n. 1936 - † 2003)
- Raymond Passello, calciatore svizzero (Ginevra, n. 1905 - Ginevra, † 1987)
- Ray Pointer, calciatore inglese (Cramlington, n. 1936 - Blackpool, † 2016)
- Ray Sambrook, calciatore inglese (Wolverhampton, n. 1933 - Newport, † 1999)
- Raymond Sentubéry, calciatore francese (Parigi, n. 1901 - Albert, † 1981)
- Raymond Smith, calciatore inglese (Evenwood, n. 1929 - † 2017)
- Ray Straw, calciatore inglese (Ilkeston, n. 1933 - † 2001)
- Ray Veall, ex calciatore inglese (Skegness, n. 1943)
- Raymond Victoria, ex calciatore olandese (Utrecht, n. 1972)
- Raymond Wagner, calciatore lussemburghese (Dudelange, n. 1921 - Lullange, † 1997)
- Raymond Wattine, calciatore francese (n. 1895 - † 1937)
- Ray Wilkins, calciatore e allenatore di calcio britannico (Londra, n. 1956 - Londra, † 2018)
- Raymond Xuereb, ex calciatore maltese (n. 1952)

## Canottieri(3)
- Raymond Benoit, canottiere francese
- Raymond Etherington-Smith, canottiere britannico (Londra, n. 1877 - Smithfield, † 1913)
- Raymond Salles, canottiere francese (Parigi, n. 1920 - Créteil, † 1996)

## Cantanti(4)
- Captain Sensible, cantante, chitarrista e compositore britannico (Balham, n. 1954)
- Boz Burrell, cantante e polistrumentista britannico (Lincoln, n. 1946 - Marbella, † 2006)
- Ray Davies, cantante, cantautore e musicista britannico (Fortis Green, n. 1944)
- Ray Ventura, cantante e compositore francese (Parigi, n. 1908 - Palma di Maiorca, † 1979)

## Cantautori(3)
- Rea Garvey, cantautore e chitarrista irlandese (Tralee, n. 1973)
- Ray LaMontagne, cantautore e musicista statunitense (Nashua, n. 1973)
- Gilbert O'Sullivan, cantautore irlandese (Waterford, n. 1946)

## Cardinali(5)
- Raymond Leo Burke, cardinale e arcivescovo cattolico statunitense (Richland Center, n. 1948)
- Raymond de Got, cardinale francese (Villandraut - Avignone, † 1310)
- Raymond Mairose, cardinale e vescovo cattolico francese (Millau - Roma, † 1427)
- Raymond Pérault, cardinale e vescovo cattolico francese (Saint-Germain-de-Marencennes, n. 1435 - Viterbo, † 1505)
- Raymond de Saint-Sever, cardinale francese (Monein - Avignone, † 1317)

## Cestisti(38)
- Ray Adams, cestista statunitense (Chicago, n. 1912 - Des Plaines, † 1992)
- Raymond Almazan, cestista filippino (Orion, n. 1989)
- Ray Borner, ex cestista australiano (Ballarat, n. 1962)
- Raymond Bottse, ex cestista olandese (Paramaribo, n. 1963)
- Raymond Brown, ex cestista statunitense (Atlanta, n. 1965)
- Raymond Carvalho, ex cestista e allenatore di pallacanestro senegalese (Dakar, n. 1969)
- Ray Corley, cestista statunitense (New York, n. 1928 - East Northport, † 2007)
- Ray Cowels, cestista statunitense (Chicago, n. 1990)
- Raymond Dalmau, ex cestista e allenatore di pallacanestro portoricano (New York, n. 1948)
- Richie Dalmau, ex cestista portoricano (Quebradillas, n. 1973)
- Raymond Dennis, cestista statunitense (Plainfield, n. 2001)
- Ray Epps, ex cestista statunitense (Amelia Courthouse, n. 1956)
- Butch Feher, ex cestista statunitense (Flint, n. 1954)
- Ray Felix, cestista statunitense (New York, n. 1930 - Queens, † 1991)
- Raymond Felton, ex cestista statunitense (Marion, n. 1984)
- Raymond Gause, ex cestista portoricano (Memphis, n. 1961)
- Raymond Gérard, cestista e arbitro di pallacanestro belga (Liegi, n. 1914)
- Ray Hamann, cestista statunitense (Yankton, n. 1911 - Yankton, † 2005)
- Ray Krzoska, cestista e allenatore di pallacanestro statunitense (Jennings, n. 1918 - Whitefish Bay, † 2006)
- Raymond Lambercy, cestista svizzero (n. 1909)
- Raymond Lewis, cestista statunitense (Los Angeles, n. 1952 - Los Angeles, † 2001)
- Ray Lumpp, cestista statunitense (Brooklyn, n. 1923 - Mineola, † 2015)
- Ray Morstadt, cestista statunitense (Waukegan, n. 1913 - Waukegan, † 1965)
- Raymond Offner, cestista francese (Sarcelles, n. 1927 - Parigi, † 1989)
- Alan Ogg, cestista statunitense (Lancaster, n. 1967 - Birmingham, † 2009)
- Ray Owes, ex cestista statunitense (San Bernardino, n. 1972)
- Ray Patterson, cestista, allenatore di pallacanestro e dirigente sportivo statunitense (Lafayette, n. 1922 - Sugar Land, † 2011)
- Ray Radziszewski, ex cestista statunitense (Jersey City, n. 1935)
- Ray Ragelis, cestista e allenatore di pallacanestro statunitense (East Chicago, n. 1928 - Chicago, † 1983)
- Raymond Sabounghi, cestista egiziano (Alessandria d'Egitto, n. 1931 - Queens, † 2002)
- Ray Spalding, cestista statunitense (Louisville, n. 1997)
- Raymond Sykes, ex cestista statunitense (Jacksonville, n. 1986)
- Ray Terzynski, cestista statunitense (Rhinelander, n. 1919 - Rhinelander, † 1983)
- Ray Tolbert, ex cestista e allenatore di pallacanestro statunitense (Anderson, n. 1958)
- Ray Tomlinson, ex cestista e allenatore di pallacanestro australiano (Melbourne, n. 1948)
- Raymond Townsend, ex cestista statunitense (San Jose, n. 1955)
- Ray Tutt, ex cestista statunitense (San Pedro, n. 1975)
- Ray Wertis, cestista statunitense (Elmhurst, n. 1923 - Hollywood, † 2006)

## Chimici(1)
- Raymond Davis Jr., chimico e fisico statunitense (Washington, n. 1914 - New York, † 2006)

## Chitarristi(2)
- Ray Dorset, chitarrista e cantante britannico (Ashford, n. 1946)
- East Bay Ray, chitarrista statunitense (Oakland, California, n. 1958)

## Ciclisti su strada(9)
- Raymond Delisle, ciclista su strada francese (Ancteville, n. 1943 - Hébécrevon, † 2013)
- Raymond Impanis, ciclista su strada e pistard belga (Berg, n. 1925 - Vilvoorde, † 2010)
- Raymond Louviot, ciclista su strada, pistard e dirigente sportivo francese (Granges, n. 1908 - Dunkerque, † 1969)
- Raymond Martin, ex ciclista su strada francese (Saint-Pierre-du-Regard, n. 1949)
- Raymond Mastrotto, ciclista su strada francese (Auch, n. 1934 - Labatut, † 1984)
- Raymond Poulidor, ciclista su strada francese (Masbaraud-Mérignat, n. 1936 - Saint-Léonard-de-Noblat, † 2019)
- Raymond Riotte, ex ciclista su strada francese (Sarry, n. 1940)
- Raymond Scardin, ciclista su strada francese (Parigi, n. 1924 - Parigi, † 2009)
- Raymond Steegmans, ex ciclista su strada belga (Hasselt, n. 1945)

## Climatologi(1)
- Raymond S. Bradley, climatologo britannico (n. 1948)

## Compositori(6)
- Raymond Geerts, compositore e chitarrista belga (Sint-Niklaas, n. 1959)
- Raymond Legrand, compositore e direttore d'orchestra francese (Parigi, n. 1908 - Nanterre, † 1974)
- Ray Noble, compositore britannico (Brighton, n. 1903 - Londra, † 1978)
- Raymond Rasch, compositore statunitense (Toledo, n. 1917 - Los Angeles, † 1964)
- Raymond Murray Schafer, compositore, scrittore e ambientalista canadese (Sarnia, n. 1933 - Peterborough, † 2021)
- Raymond Scott, compositore, musicista e inventore statunitense (Brooklyn, n. 1908 - Los Angeles, † 1994)

## Condottieri(1)
- Raymond du Puy de Provence, condottiero francese (n. 1083 - † 1160)

## Conduttori radiofonici(1)
- Ray Magliozzi, conduttore radiofonico, attore e doppiatore statunitense (Cambridge, n. 1949)

## Criminali(2)
- Raymond Hamilton, criminale statunitense (Oklahoma, n. 1913 - Huntsville, † 1935)
- Raymond Washington, criminale statunitense (Los Angeles, n. 1953 - Los Angeles, † 1979)

## Curatori editoriali(1)
- Raymond A. Palmer, curatore editoriale e scrittore di fantascienza statunitense (Milwaukee, n. 1910 - † 1977)

## Danzatori(2)
- Ray Barra, ballerino, direttore artistico e coreografo statunitense (San Francisco, n. 1930 - Marbella, † 2015)
- Raymond Franchetti, ballerino e direttore artistico francese (Aubervilliers, n. 1921 - Marsiglia, † 2003)

## Designer(1)
- Raymond Loewy, designer statunitense (Parigi, n. 1893 - Monte Carlo, † 1986)

## Direttori d'orchestra(1)
- Raymond Leppard, direttore d'orchestra e clavicembalista britannico (Londra, n. 1927 - Indianapolis, † 2019)

## Dirigenti sportivi(1)
- Raymond Roche, dirigente sportivo e pilota motociclistico francese (Ollioules, n. 1957)

## Drammaturghi(1)
- Ray Cooney, commediografo, drammaturgo e attore britannico (Londra, n. 1932)

## Egittologi(1)
- Raymond Oliver Faulkner, egittologo britannico (Shoreham-by-Sea, n. 1894 - Ipswich, † 1982)

## Erpetologi(1)
- Raymond Lee Ditmars, erpetologo e zoologo statunitense (Newark, n. 1876 - New York, † 1942)

## Filosofi(3)
- Raymond Aron, filosofo, sociologo e storico francese (Parigi, n. 1905 - Parigi, † 1983)
- Raymond Bayer, filosofo francese (Parigi, n. 1898 - † 1959)
- Raymond Ruyer, filosofo francese (Plainfaing, n. 1902 - Nancy, † 1987)

## Fisici(1)
- Raymond Thayer Birge, fisico statunitense (Brooklyn, n. 1887 - Berkeley, † 1980)

## Flautisti(2)
- Raymond Carlos Nakai, flautista e compositore statunitense (Arizona, n. 1946)
- Ray Thomas, flautista e cantante britannico (Stourport-on-Severn, n. 1941 - Surrey, † 2018)

## Fotoreporter(1)
- Raymond Depardon, fotoreporter, regista cinematografico e giornalista francese (Villefranche-sur-Saône, n. 1942)

## Fumettisti(3)
- Raymond Cazanave, fumettista, scrittore e pedagogista francese (Fleury, n. 1893 - Caunes-Minervois, † 1961)
- Ray Moore, fumettista statunitense (Montgomery City, n. 1905 - Kirkwood, † 1984)
- Raymond Poivet, fumettista francese (Le Cateau-Cambrésis, n. 1910 - Nogent-le-Rotrou, † 1999)

## Generali(3)
- Raymond Barton, generale statunitense (Granada, n. 1889 - Augusta, † 1963)
- Raymond Odierno, generale statunitense (Rockaway, n. 1954 - Pinehurst, † 2021)
- Raymond Adolphe Séré de Rivières, generale e ingegnere francese (Albi, n. 1815 - Parigi, † 1895)

## Geologi(1)
- Raymond Priestley, geologo, geografo e esploratore britannico (Tewkesbury, n. 1886 - Cheltenham, † 1972)

## Giavellottisti(1)
- Raymond Hecht, ex giavellottista tedesco (Gardelegen, n. 1968)

## Giocatori di baseball(4)
- Ray Brown, giocatore di baseball statunitense (Alger, n. 1908 - Dayton, † 1965)
- Ray Chapman, giocatore di baseball statunitense (Beaver Dam, n. 1891 - New York, † 1920)
- Ray Dandridge, giocatore di baseball statunitense (Richmond, n. 1913 - Palm Bay, † 1994)
- Tommy Hunter, giocatore di baseball statunitense (Indianapolis, n. 1986)

## Giocatori di biliardo(1)
- Raymond Ceulemans, giocatore di biliardo belga (Lier, n. 1937)

## Giocatori di curling(1)
- Bud Somerville, giocatore di curling statunitense (Superior, n. 1937 - Duluth, † 2023)

## Giocatori di football americano(15)
- Ray Agnew, ex giocatore di football americano statunitense (Winston-Salem, n. 1967)
- Trace Armstrong, ex giocatore di football americano statunitense (Bethesda, n. 1965)
- Raymond Berry, ex giocatore di football americano e allenatore di football americano statunitense (Corpus Christi, n. 1933)
- Ray Buchanan, ex giocatore di football americano statunitense (Chicago, n. 1971)
- Ray Buivid, giocatore di football americano statunitense (Sheboygan, n. 1915 - Cherry Hill, † 1972)
- Raymond Calais, giocatore di football americano statunitense (Breaux Bridge, n. 1998)
- Ray Childress, ex giocatore di football americano statunitense (Memphis, n. 1962)
- Raymond Clayborn, ex giocatore di football americano statunitense (Fort Worth, n. 1955)
- Raymond Cotton, giocatore di football americano statunitense (San Diego, n. 1990)
- A.J. McCarron, giocatore di football americano statunitense (Mobile, n. 1990)
- Ray-Ray McCloud, giocatore di football americano statunitense (Tampa, n. 1996)
- Ray Nitschke, giocatore di football americano statunitense (Elmwood Park, n. 1936 - Venice, † 1998)
- Chris Perry, ex giocatore di football americano statunitense (Advance, n. 1981)
- Ray Ramsey, giocatore di football americano e cestista statunitense (Springfield, n. 1921 - Springfield, † 2009)
- Dan Saleaumua, ex giocatore di football americano statunitense (San Diego, n. 1964)

## Giocatori di poker(1)
- Raymond Rahme, giocatore di poker sudafricano (Johannesburg, n. 1945)

## Giocatori di snooker(1)
- Ray Reardon, giocatore di snooker gallese (Tredegar, n. 1932 - † 2024)

## Giornalisti(1)
- Raymond Cartier, giornalista, scrittore e storico francese (Niort, n. 1904 - Parigi, † 1975)

## Giuristi(2)
- Raymond Carré de Malberg, giurista e costituzionalista francese (Strasburgo, n. 1861 - Strasburgo, † 1935)
- Raymond Saleilles, giurista francese (Beaune, n. 1855 - Parigi, † 1912)

## Golfisti(2)
- Raymond Floyd, golfista statunitense (Fort Bragg, n. 1942)
- Raymond Havemeyer, golfista statunitense (Orange, n. 1884 - New York, † 1925)

## Hockeisti su ghiaccio(6)
- Ray Bonney, hockeista su ghiaccio statunitense (Phoenix, n. 1892 - Ottawa, † 1964)
- Ray Bourque, ex hockeista su ghiaccio canadese (Saint-Laurent, n. 1960)
- Ray Cullen, hockeista su ghiaccio canadese (St. Catharines, n. 1941 - London, † 2021)
- Ray Giroux, hockeista su ghiaccio canadese (North Bay, n. 1976)
- Ray Milton, hockeista su ghiaccio canadese (Port Arthur, n. 1912 - Stouffville, † 2003)
- Ray Neufeld, ex hockeista su ghiaccio canadese (St. Boniface, n. 1959)

## Illustratori(2)
- Raymond Briggs, illustratore, fumettista e scrittore britannico (Wimbledon, n. 1934 - Brighton, † 2022)
- Raymond Peynet, illustratore francese (Parigi, n. 1908 - Mougins, † 1999)

## Imprenditori(7)
- Raymond Ackerman, imprenditore sudafricano (Città del Capo, n. 1931 - † 2023)
- Ray Dalio, imprenditore statunitense (New York, n. 1949)
- Ray Kassar, imprenditore statunitense (Brooklyn, n. 1928 - Vero Beach, † 2017)
- Ray Kroc, imprenditore statunitense (Oak Park, n. 1902 - San Diego, † 1984)
- Ray Noorda, imprenditore statunitense (Ogden, n. 1924 - Orem, † 2006)
- Raymond Orteig, imprenditore statunitense (n. 1870 - † 1939)
- Raymond Ozzie, imprenditore statunitense (n. 1955)

## Informatici(1)
- Ray Tomlinson, programmatore statunitense (Amsterdam, n. 1941 - Lincoln, † 2016)

## Insegnanti(1)
- Raymond Weaver, insegnante statunitense (Baltimora, n. 1888 - New York, † 1948)

## Inventori(1)
- Raymond Kurzweil, inventore, informatico e saggista statunitense (New York, n. 1948)

## Latinisti(1)
- Raymond Bloch, latinista, etruscologo e storico francese (Parigi, n. 1914 - Parigi, † 1997)

## Linguisti(1)
- Raymond Vautherin, linguista, poeta e drammaturgo italiano (La Thuile, n. 1935 - Aosta, † 2018)

## Mafiosi(1)
- Raymond Patriarca Sr., mafioso statunitense (Worcester, n. 1908 - North Providence, † 1984)

## Matematici(3)
- Raymond Clare Archibald, matematico canadese (South Branch, n. 1875 - Sackville, † 1955)
- Raymond E. Goldstein, matematico e fisico statunitense (West Orange, n. 1961)
- Raymond Smullyan, matematico, filosofo e scrittore statunitense (New York, n. 1919 - New York, † 2017)

## Medici(5)
- Raymond Vahan Damadian, medico statunitense (New York, n. 1936 - Woodbury, † 2022)
- Raymond Dextreit, medico francese (Bois-Colombes, n. 1908 - Méry-sur-Oise, † 2001)
- Raymond Gosling, medico britannico (Wembley, n. 1926 - † 2015)
- Raymond Moody, medico, psicologo e parapsicologo statunitense (Porterdale, n. 1944)
- Raymond Vieussens, medico francese (Le Vigan, n. 1641 - Montpellier, † 1715)

## Militari(2)
- Raymond K. Beahan, militare statunitense (Joplin, n. 1918 - Clear Lake City, † 1989)
- Raymond L. Knight, militare e aviatore statunitense (Houston, n. 1922 - Col d'Arciana, † 1945)

## Musicisti(3)
- Raymond Cicurel, musicista e filosofo egiziano (Alessandria d'Egitto, n. 1920 - Parigi, † 2008)
- Tony Ray, musicista giamaicano (Kingston, n. 1949)
- Ray Slijngaard, musicista e rapper olandese (Amsterdam, n. 1971)

## Nuotatori(3)
- Raymond Kegeris, nuotatore statunitense (Bellwood, n. 1901 - Los Angeles, † 1975)
- Ray Ruddy, nuotatore e pallanuotista statunitense (New York, n. 1911 - New York, † 1938)
- Ray Thorne, nuotatore statunitense (Chicago, n. 1887 - Los Angeles, † 1921)

## Organisti(1)
- Ray Manzarek, organista, pianista e cantautore statunitense (Chicago, n. 1939 - Rosenheim, † 2013)

## Ornitologi(1)
- Raymond de Dalmas, ornitologo, aracnologo e nobile francese (Parigi, n. 1862 - Parigi, † 1930)

## Pallanuotisti(2)
- Raymond Massol, pallanuotista francese (Aubervilliers, n. 1927 - Sully-sur-Loire, † 2010)
- Ray Smee, pallanuotista australiano (Shanghai, n. 1930 - † 2019)

## Parolieri(1)
- Raymond Asso, paroliere francese (Nizza, n. 1901 - Parigi, † 1968)

## Piloti automobilistici(4)
- Ray Crawford, pilota automobilistico statunitense (Roswell, n. 1915 - Los Angeles, † 1996)
- Friday Hassler, pilota automobilistico statunitense (Chattanooga, n. 1935 - Daytona Beach, † 1972)
- Ray Reed, pilota automobilistico rhodesiano (Gwelo, n. 1932 - Nottingham Road, † 1965)
- Raymond Sommer, pilota di Formula 1 francese (Mouzon, n. 1906 - Cadours, † 1950)

## Piloti di rally(1)
- Raymond Durand, pilota di rally francese (Gap, n. 1952)

## Piloti motociclistici(2)
- Scott Russell, pilota motociclistico statunitense (East Point, n. 1964)
- Raymond Schouten, pilota motociclistico olandese (Waardhuizen, n. 1985)

## Pistard(1)
- Raymond Robinson, pistard sudafricano (Johannesburg, n. 1929 - Somerset West, † 2018)

## Pittori(2)
- Raymond Monvoisin, pittore francese (Bordeaux, n. 1790 - Boulogne-sur-Mer, † 1870)
- Yves Tanguy, pittore francese (Parigi, n. 1900 - Woodbury, † 1955)

## Poeti(2)
- Raymond Farina, poeta francese (Algeri, n. 1940)
- Raymond de La Tailhède, poeta francese (Moissac, n. 1867 - Montpellier, † 1938)

## Politici(15)
- Raymond Barre, politico e economista francese (Saint-Denis, n. 1924 - Parigi, † 2007)
- Chip Cravaack, politico e militare statunitense (Charleston, n. 1959)
- Ray Finch, politico britannico (Liverpool, n. 1963)
- Raymond Flynn, politico, diplomatico e ex cestista statunitense (Boston, n. 1939)
- Gene Green, politico statunitense (Houston, n. 1947)
- Ray LaHood, politico statunitense (Peoria, n. 1945)
- Raymond Langendries, politico belga (Tubize, n. 1943)
- Raymond Lefebvre, politico, giornalista e scrittore francese (Parigi, n. 1891 - Murmansk, † 1920)
- Raymond Edwin Mabus, politico statunitense (Starkville, n. 1948)
- Ray MacSharry, politico e dirigente d'azienda irlandese (Sligo, n. 1938)
- Raymond Poincaré, politico francese (Bar-le-Duc, n. 1860 - Parigi, † 1934)
- Raymond P. Shafer, politico statunitense (New Castle, n. 1917 - † 2006)
- Raymond Ndong Sima, politico gabonese (Oyem, n. 1955)
- Jon Tester, politico e agricoltore statunitense (Havre, n. 1956)
- Raymond d'Humilly de Serraval, politico francese (Viry, n. 1794 - Viry, † 1851)

## Predicatori(1)
- Raymond Franz, predicatore statunitense (Cincinnati, n. 1922 - Winston, † 2010)

## Presbiteri(2)
- Raymond Edward Brown, presbitero statunitense (New York, n. 1928 - Menlo Park, † 1998)
- Raymond Diocrès, presbitero, docente e predicatore francese (Parigi, † 1084)

## Produttori cinematografici(3)
- Raymond Borderie, produttore cinematografico francese (Parigi, n. 1897 - Parigi, † 1982)
- Raymond Chow, produttore cinematografico cinese (Hong Kong, n. 1927 - Hong Kong, † 2018)
- Ray Stark, produttore cinematografico statunitense (New York, n. 1915 - West Hollywood, † 2004)

## Produttori discografici(1)
- Don Ray, produttore discografico, arrangiatore e tastierista francese (n. 1942 - † 2019)

## Psicologi(1)
- Raymond Cattell, psicologo britannico (Hilltop, n. 1905 - Honolulu, † 1998)

## Pubblicitari(2)
- Raymond Rubicam, pubblicitario statunitense (New York, n. 1892 - Scottsdale, † 1978)
- Raymond Savignac, pubblicitario francese (Parigi, n. 1907 - Trouville-sur-Mer, † 2002)

## Pugili(2)
- Raymond Fee, pugile statunitense (Saint Paul, n. 1903 - † 1983)
- Ray Mercer, ex pugile, kickboxer e artista marziale misto statunitense (Jacksonville, n. 1961)

## Rapper(4)
- Benzino, rapper statunitense (Boston, n. 1965)
- Raymond Ebanks, rapper finlandese (Londra, n. 1970)
- Ray Luv, rapper statunitense (Santa Rosa, n. 1972)
- Boots Riley, rapper e produttore discografico statunitense (Chicago, n. 1971)

## Registi(7)
- Ray Austin, regista, produttore televisivo e attore britannico (Londra, n. 1932 - Charlottesville, † 2023)
- Raymond Bernard, regista cinematografico e sceneggiatore francese (Parigi, n. 1891 - Parigi, † 1977)
- Ray Nazarro, regista, produttore cinematografico e sceneggiatore statunitense (Boston, n. 1902 - Los Angeles, † 1986)
- Raymond S. Persi, regista, animatore e sceneggiatore statunitense (Los Angeles, n. 1975)
- Raymond Rajaonarivelo, regista malgascio (Antananarivo, n. 1949)
- Nicholas Ray, regista e sceneggiatore statunitense (Galesville, n. 1911 - New York, † 1979)
- Raymond B. West, regista statunitense (Chicago, n. 1886 - Los Angeles, † 1923)

## Religiosi(1)
- Raymond Breton, religioso, missionario e linguista francese (Baune, n. 1609 - Caen, † 1679)

## Rivoluzionari(1)
- Raymond McCreesh, rivoluzionario britannico (Camlough, n. 1957 - Long Kesh, † 1981)

## Rugbisti a 15(1)
- Pierre Hola, rugbista a 15 tongano (Sydney, n. 1978)

## Saggisti(1)
- Raymond Buckland, saggista e sacerdote britannico (Londra, n. 1934 - † 2017)

## Scacchisti(1)
- Raymond Keene, scacchista britannico (Londra, n. 1948)

## Schermidori(4)
- Raymond Bru, schermidore belga (Bruxelles, n. 1906 - † 1989)
- Raymond Flacher, schermidore francese (n. 1903 - † 1969)
- Ray Harrison, schermidore britannico (Northolt, n. 1929 - † 2000)
- Raymond Stasse, schermidore belga (Mbandaka, n. 1913 - Liegi, † 1987)

## Sciatori alpini(2)
- Raymond Fellay, sciatore alpino svizzero (Verbier, n. 1932 - Sion, † 1994)
- Raymond Pratte, ex sciatore alpino canadese

## Scrittori(14)
- Raymond Abellio, scrittore francese (Tolosa, n. 1907 - Nizza, † 1986)
- Raymond Barbeau, scrittore e attivista canadese (Montréal, n. 1930 - Montréal, † 1992)
- Raymond Benson, scrittore statunitense (Midland, n. 1955)
- Raymond Carver, scrittore, poeta e saggista statunitense (Clatskanie, n. 1938 - Port Angeles, † 1988)
- Raymond Chandler, scrittore e sceneggiatore statunitense (Chicago, n. 1888 - La Jolla, † 1959)
- Jean Ray, scrittore belga (Gand, n. 1887 - Gand, † 1964)
- Raymond E. Feist, scrittore statunitense (Los Angeles, n. 1945)
- Raymond Ibrahim, scrittore e opinionista statunitense (n. 1973)
- Raymond Jean, scrittore francese (Marsiglia, n. 1925 - Gargas, † 2012)
- Raymond Queneau, scrittore, poeta e drammaturgo francese (Le Havre, n. 1903 - Parigi, † 1976)
- Raymond Radiguet, scrittore e poeta francese (Saint-Maur-des-Fossés, n. 1903 - Parigi, † 1923)
- Raymond Roussel, scrittore, drammaturgo e poeta francese (Parigi, n. 1877 - Palermo, † 1933)
- Raymond Schwartz, scrittore e esperantista francese (Metz, n. 1894 - Villepinte, † 1973)
- Raymond Williams, scrittore e sociologo gallese (Llanfihangel Crucorney, n. 1921 - Saffron Walden, † 1988)

## Scrittori di fantascienza(1)
- Raymond F. Jones, scrittore di fantascienza statunitense (Salt Lake City, n. 1915 - Sandy, † 1994)

## Scultori(1)
- Raymond Duchamp-Villon, scultore francese (Damville, n. 1876 - Cannes, † 1918)

## Sociologi(1)
- Raymond Boudon, sociologo francese (Parigi, n. 1934 - Saint-Cloud, † 2013)

## Sollevatori(2)
- Raymond Herbaux, sollevatore francese (Lilla, n. 1919 - Lilla, † 1989)
- Raymond Suvigny, sollevatore francese (Parigi, n. 1903 - Parigi, † 1945)

## Storici(2)
- Raymond Beazley, storico britannico (Blackheath, n. 1868 - † 1955)
- Raymond de Roover, storico belga (Anversa, n. 1904 - Brooklyn, † 1972)

## Storici della filosofia(1)
- Raymond Klibansky, storico della filosofia tedesco (Parigi, n. 1905 - Montréal, † 2005)

## Taekwondoka(1)
- Raymond Daniels, taekwondoka, karateka e kickboxer statunitense (Sun Valley, n. 1980)

## Tennisti(2)
- Raymond Moore, ex tennista sudafricano (Johannesburg, n. 1946)
- Ray Ruffels, ex tennista australiano (Sydney, n. 1946)

## Terroristi(1)
- Raymond Villeneuve, terrorista canadese (n. 1943)

## Tiratori di fune(1)
- Rémy Maertens, tiratore di fune belga

## Trombettisti(1)
- Ray Linn, trombettista statunitense (Chicago, n. 1920 - Columbus, † 1996)

## Velocisti(6)
- Ray Armstead, ex velocista statunitense (Saint Louis, n. 1960)
- Ray Barbuti, velocista statunitense (New York, n. 1905 - Pittsfield, † 1988)
- Raymond Ekevwo, velocista nigeriano (Ughelli, n. 1999)
- Ray Lewis, velocista canadese (Hamilton, n. 1910 - Hamilton, † 2003)
- Raymond Pierre, ex velocista statunitense (n. 1967)
- Ray Stewart, ex velocista giamaicano (Kingston, n. 1965)

## Vescovi cattolici(6)
- Raymond Dumais, vescovo cattolico canadese (Amqui, n. 1950 - Rimouski, † 2012)
- Raymond John Lahey, vescovo cattolico canadese (Saint John's, n. 1940 - Montréal, † 2022)
- Raymond Aloysius Lane, vescovo cattolico e missionario statunitense (Lawrence, n. 1894 - San Francisco, † 1974)
- Raymond Alphonse Lucker, vescovo cattolico statunitense (Saint Paul, n. 1927 - Saint Paul, † 2001)
- Raymond Poisson, vescovo cattolico canadese (Saint-Hyacinthe, n. 1958)
- Raymond de Chameyrac, vescovo cattolico francese (Francia - Roma, † 1348)

## Wrestler(4)
- Erik, wrestler statunitense (Cleveland, n. 1984)
- Ray Lloyd, wrestler, artista marziale e attore statunitense (Brunswick, n. 1964)
- Hercules, wrestler statunitense (Tampa, n. 1956 - Tampa, † 2004)
- Raymond Rougeau, ex wrestler e commentatore televisivo canadese (Saint-Sulpice, n. 1955)

## Zoologi(1)
- Raymond Carroll Osburn, zoologo statunitense (Newark, n. 1872 - Columbus, † 1955)

## Senza attività specificata(2)
- Raymond Berenger (Francia - † 1374)
- Bobby Heenan, statunitense (Chicago, n. 1944 - Largo, † 2017)